# 牙科用黏合劑
牙科用黏合劑（英語：Dental Cement）廣泛應用於牙醫學及齒顎矯正學。常用於臨時修復牙齒，用作保護牙髓的衬料，鎮靜用填充物，或者用來隔絕以及黏合固定的牙科修復體。
傳統黏合劑有粉末及液態部分，需手動混合成黏性液體。 在處理過的表面上施加後，液體凝固成脆性固體。更先進的黏合劑，例如玻璃離子黏合劑(GIC)，可以裝在膠囊中，並使用旋轉或振盪混合機混合。